# Longère (agriculture)
Pour les articles homonymes, voir Longère (homonymie).
Dans le Trésor de la langue française informatisé, on trouve la définition et l'exemple suivants : « Longère, subst. fém., Bande de terre ou de pré longue et étroite, en bordure d'un chemin ou d'un bois (Fén. 1970) ». « C'est aussi mon chemin pour rentrer au Fougeray (...) et tous deux (...) suivirent la longère de la forêt (Châteaubriant, Lourdines, 1911, p. 42). » (il s'agit de Monsieur des Lourdines d'Alphonse de Châteaubriant). 
Marcel Lachiver, dans son Dictionnaire du monde rural (1997), donne la même acception de « bande de terre, ou de pré, longue et étroite, en bordure d'un chemin ou d'un bois », pour le Poitou. André Pégorier reprend la même définition, raccourcie en « pièce de terre longue et étroite », pour le pays manceau.
Le Glossaire étymologique et historique des patois et des parlers de l'Anjou (1908) donne pour « longère » la définition suivante : « Lisière, morceau allongé, bande longue et relativement étroite ». 